# Справа Торнтона
Справа Торнтона, також відома як сутичка Торнтона, поразка Торнтона або Ранчо Каррікітос — битва в 1846 році між військовими силами США і Мексики в 20 милях (32 км) на захід угору по річці від табору Закарі Тейлора вздовж Ріо-Гранде. Переважаючі сили мексиканців завдали поразки американцям на початку військових дій і послужили головною підставою для заклику президента США Джеймса Полка до Конгресу оголосити війну.

## Передумови
Хоча Сполучені Штати анексували Техас, США і Мексика претендували на територію між річкою Нуесес і Ріо-Гранде, Полк наказав окупаційній армії Тейлора перейти до Ріо-Гранде на початку 1846 року, незабаром після того, як президент Мексики Маріано Паредес у своїй інавгураційній промові оголосив, що підтримуватиме цілісність мексиканської території аж до річки Сабіна.
Маріано Аріста прийняв командування Північної дивізії 4 квітня і прибув до Матаморос 24 квітня, налічуючи близько 5 000 чоловік, і повідомив Тейлору про початок бойових дій. Аріста швидко наказав генералу Анастасіо Торреджону через Ріогранду в 14 милях вище за течією в Ла-Паланган.

## Бій
24 квітня Тейлор отримав два повідомлення про мексиканців, що переправляються через Ріо-Гранде: перше — нижче його табору, друге — вище річкою. Тейлор наказав капітану Крогану Керу провести розвідку вниз річкою, а капітану Сету Б. Торнтону з двома драгунськими ротами — вгору річкою. Кер нічого не виявив, але Торнтон потрапив у засідку, і його загін з 80 людей було швидко перебито 1600 людьми Торрехона, внаслідок чого всі, хто не був убитий одразу, потрапили в полон. Провідник Торнтона приніс Тейлору звістку про військові дії, а за ним послідував віз Торрехона з шістьма пораненими, оскільки Торрехон заявив, що не може про них подбати.

## Наслідок
У ході запеклої сутички чотирнадцять чоловік Торнтона було вбито, шість поранено, один отримав смертельне поранення, решту було взято в полон (включно з капітаном Торнтоном і його другим командиром капітаном Вільямом Дж. Харді). Втрати мексиканців невідомі. Торрехон продовжив рух дорогою Матаморос-Пойнт-Ісабель, 28 квітня він зустрів техаських рейнджерів Семюеля Г. Уокера, а потім продовжив рух до Лонгорено, щоб прикрити переправу основної мексиканської армії.
Після битви при Пало-Альто і битви при Ресака-де-ла-Пальма Аріста і Тейлор домовилися про обмін полоненими, внаслдок якого було звільнено Торнтона, Харді та їхніх людей. Торнтона було вбито 20 серпня 1847 року в бою при Чурубуско під Мехіко. З моторошною симетрією цей солдат, поранений на початку війни, був убитий в останньому конфлікті війни.